# Bricquebec-en-Cotentin
Bricquebec-en-Cotentin es una comuna nueva francesa situada en el departamento de Mancha, de la región de Mondongo.

## Historia
Fue creada el 1 de enero de 2016, en aplicación de una resolución del prefecto de Mancha de 4 de diciembre de 2015 y posterior modificación de 15 de diciembre de 2015, con la unión de las comunas de Bricquebec, Les Perques, Le Valdécie, Le Vrétot, Quettetot y Saint-Martin-le-Hébert, pasando a estar el ayuntamiento en la antigua comuna de Bricquebec.

## Demografía
| Gráfica de evolución demográfica de Bricquebec-en-Cotentin entre 1800 y 2013 |
|                                                                              |

Los datos entre 1800 y 2013 son el resultado de sumar los parciales de las seis comunas que forman la nueva comuna de Bricquebec-en-Cotentin, cuyos datos se han cogido de 1800 a 1999 (o a 2006 según corresponda), para las comunas de Bricquebec, Les Perques, Le Valdécie, Le Vrétot, Quettetot, y Saint-Martin-le-Hébert de la página francesa EHESS/Cassini. Los demás datos se han cogido de la página del INSEE.

## Composición
| Comuna delegada        | Código INSEE | Población (2013) | Superficie (km²) | Densidad (hab./km²) |
| ---------------------- | ------------ | ---------------- | ---------------- | ------------------- |
| Bricquebec             | 50082        | 4194             | 32.66            | 128                 |
| Les Perques            | 50396        | 183              | 4.85             | 38                  |
| Le Valdécie            | 50614        | 145              | 4                | 36                  |
| Le Vrétot              | 50646        | 634              | 20.56            | 31                  |
| Quettetot              | 50418        | 716              | 12.43            | 58                  |
| Saint-Martin-le-Hébert | 50520        | 154              | 2.13             | 72                  |